# Glenn O'Shea
Glenn O'Shea (Swan Hill, 14 de junio de 1989) es un deportista australiano que compite en ciclismo en las modalidades de pista, especialista en las pruebas de persecución por equipos y ómnium, y ruta, perteneciendo al equipo ONE Pro Cycling desde el año 2016.
Participó en dos Juegos Olímpicos de Verano, en los años 2012 y 2016, obteniendo una medalla de plata en Londres 2012, en la prueba de persecución por equipos (junto con Jack Bobridge, Rohan Dennis y Michael Hepburn).
Ganó siete medallas en el Campeonato Mundial de Ciclismo en Pista entre los años 2012 y 2016.

## Medallero internacional
| Juegos Olímpicos   | Juegos Olímpicos        | Juegos Olímpicos  | Juegos Olímpicos        |
| Año                | Lugar                   | Medalla           | Competición             |
| ------------------ | ----------------------- | ----------------- | ----------------------- |
| 2012               | Londres (Reino Unido)   | Medalla de plata  | Persecución por equipos |
| Campeonato Mundial |                         |                   |                         |
| Año                | Lugar                   | Medalla           | Competición             |
| 2012               | Melbourne (Australia)   | Medalla de oro    | Ómnium                  |
| 2012               | Melbourne (Australia)   | Medalla de plata  | Persecución por equipos |
| 2013               | Minsk (Bielorrusia)     | Medalla de oro    | Persecución por equipos |
| 2013               | Minsk (Bielorrusia)     | Medalla de bronce | Ómnium                  |
| 2014               | Cali (Colombia)         | Medalla de oro    | Persecución por equipos |
| 2015               | Saint-Quentin (Francia) | Medalla de plata  | Ómnium                  |
| 2016               | Londres (Reino Unido)   | Medalla de bronce | Ómnium                  |

## Palmarés

### Palmarés en Pista
2007
- Campeonato de Australia Madison (haciendo pareja con Jack Bobridge)
- Campeonato Oceánico Omnium
- Campeonato Oceánico Scratch

2008
- Campeonato de Australia Madison (haciendo pareja con Leigh Howard)
- Campeonato de Australia Persecución por equipos (haciendo equipo con Sean Finning, Leigh Howard, James Langedyk)
- 3.º en el Campeonato de Australia Carrera por Puntos
- Campeonato de Australia Omnium
- Melbourne Puntuación

2009
- Pekín Persecución por Equipos (haciendo equipo con Leigh Howard, Rohan Dennis y Mark Jamieson)
- Pekín Velocidad por Equipos (haciendo equipo con Leigh Howard)
- 2.º en el Campeonato de Australia Persecución por equipos (haciendo equipo con Sean Finning, Leigh Howard, James Langedyk)
- Campeonato de Australia Carrera por Puntos
- Campeonato de Australia Scratch

2010
- Campeonato de Australia Madison (haciendo pareja con Cameron Meyer)

2011
- Campeonato de Australia Persecución por Equipos (haciendo equipo con Rohan Dennis, Alexander Edmondson, Damien Howson)
- 3.º en el Campeonato de Australia Scratch
- 2.º en el Campeonato de Australia Puntuación
- Astana Persecución
- Astana Madison (haciendo pareja con Alexander Edmondson)
- Campeonato de Australia Madison (haciendo pareja con Leigh Howard)

2012
- Pekín Omnium
- 2.º en el Campeonato Mundial Persecución por Equipos (haciendo equipo con Jack Bobridge, Rohan Dennis y Michael Hepburn)
- Campeonato Mundial Omnium
- 2.º en el Campeonato Olímpico Persecución por Equipos (haciendo equipo con Rohan Dennis, Michael Hepburn y Jack Bobridge)

2013
- Campeonato Mundial Persecución por Equipos (haciendo equipo con Alexander Edmonson, Alexander Morgan y Michael Hepburn)
- 3.º en el Campeonato Mundial Omnium
- Campeonato de Australia Persecución por Equipos (haciendo equipo con Alexander Edmonson, Luke Davison, Miles Scotson)

2014
- Campeonato Mundial Persecución por Equipos (haciendo equipo con Alexander Edmonson, Luke Davison y Mitchell Mulhern)
- Campeonato de Australia Persecución por Equipos (haciendo equipo con Alexander Edmonson, Luke Davison, Jack Bobridge)

2015
- 2.º en el Campeonato del Mundo en Omnium

2016
- 3.º en el Campeonato del Mundo en Omnium

### Palmarés en Ruta
2013
- 1 etapa de la Ronde de l'Oise

## Equipos

### Pista
- Team Toshiba (2008-2009)

### Carretera
- Team Jayco (2009-2010, 2012)
  - Team Jayco-AIS (2009)
  - Team Jayco-Skins (2010)
  - Team Jayco-AIS (2012)
- An Post-ChainReaction (2013-2014)
- Team Budget Forklifts (2015)
- One Pro Cycling (2016)